# کلیسای صوفیا

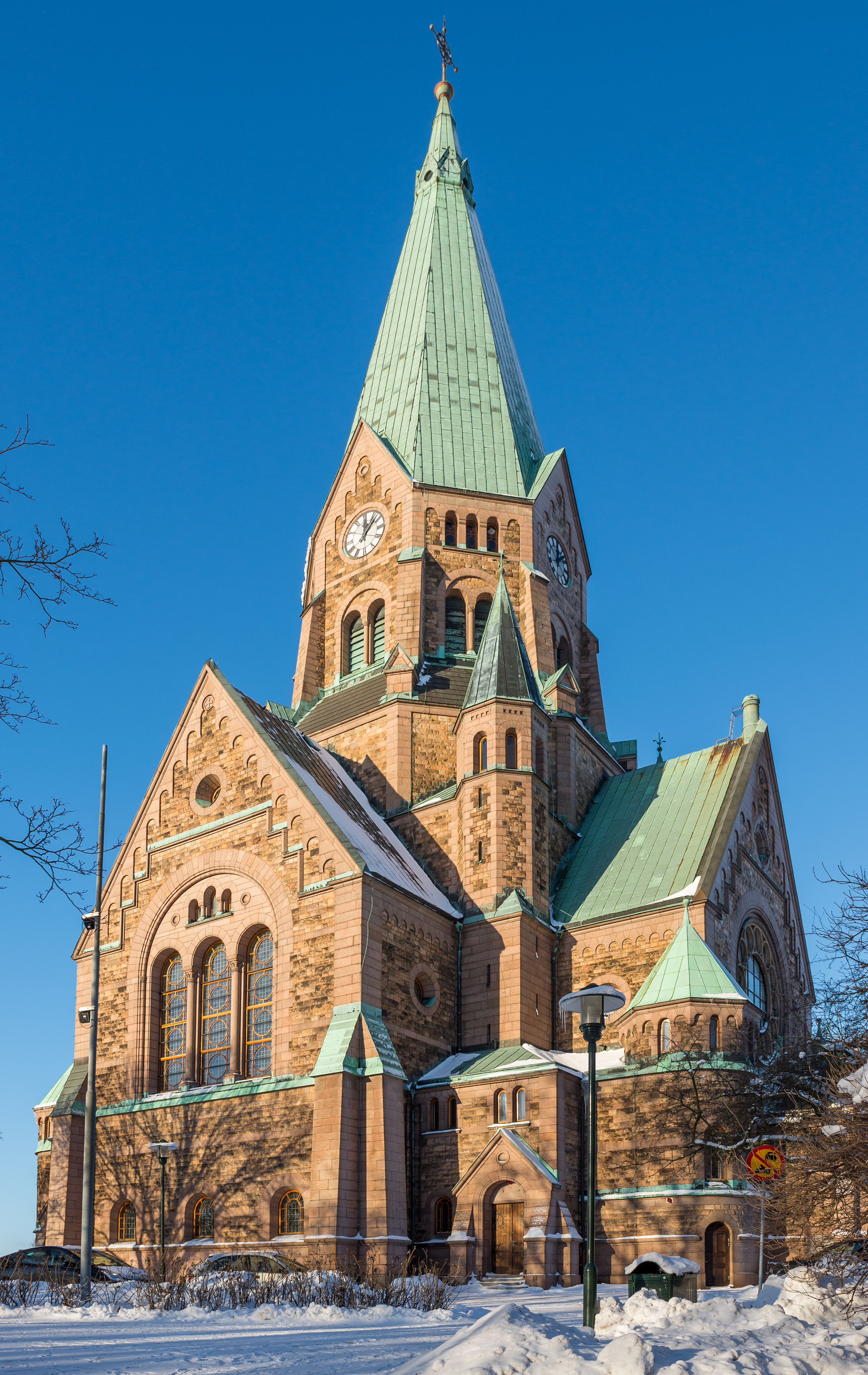
کلیسای صوفیا

کلیسای صوفیا (به انگلیسی: Sofia Church) یکی از کلیساهای مهم در استکهلم سوئد است که به نام ملکه سوئد سوفیا نامگذاری شده‌است. این بنا در طول یک مسابقه معماری در سال ۱۸۹۹ طراحی شد و در سال ۱۹۰۶ افتتاح شد. این بنا در قسمت شرقی جزیره سودمالم واقع شده‌است و در قله شمال شرقی پارک ویتا برگن قرار دارد. این کلیسا تحت نظر کلیسای سوئد قرار دارد.